# Williams Rocks
Williams Rocks är en kulle i Antarktis. Den ligger i Östantarktis. Australien gör anspråk på området. Toppen på Williams Rocks är 5 meter över havet.
Terrängen runt Williams Rocks är varierad. Trakten är glest befolkad. Närmaste befolkade plats är Mawson Station, 18,5 kilometer söder om Williams Rocks. 